# Arvid Genetz
Arvid Oskar Gustaf Genetz (Impilahti [település Oroszországban, Karéliában], 1848. július 1. – Helsinki, 1915. május 3.) finn költő, nyelvész, politikus, a Magyar Tudományos Akadémia tiszteleti tagja (1884). Íróként, költőként az Arvi Jännes nevet is használta.

## Élete és munkássága
Középiskolai tanulmányait a helsingforsi líceumban végezte és 1866-ban a helsingforsi egyetem hallgatója lett. Már a következő évben megbízást kapott a Finn Irodalmi Társaságtól a suojärvi nyelvjárás tanulmányozására. E tanulmányútjának eredménye volt Kertomus Suojärven pitäjäästä című dolgozata (nyelvtan, szövegek és szójegyzék), amely csak néhány évvel később jelent meg (Suomi, t. j. VIII, 1870). Az első egyetemi fokozat megszerzése után 1871-ben ismét a Finn Irodalmi Társaság költségén az addig nagyon hiányosan ismert orosz-karjalai és aunusi finn nyelv tanulmányozására indult. Ezen az útján alkalma volt megismerkedni a lűd nyelvvel is. Az utóbbit már a következő években ismertette Vepsän pohjoiset etujoukot cím alatt August Ahlqvist Kieletärjé című folyóiratában (1872 és 1873), a másik kettőnek nyelvtanát szövegek és szójegyzék kíséretében később adta ki: Tutkimus Venäjän Karjalan kielestä (Suomi, t. j . XIV, 1881) és Tutkimus Aunuksen kielestá (Suomi, t. j . XVII. 1885).
Időközben (1877) két értekezése alapján elnyerte a bölcsészdoktori fokot: (Lautphysiologische Einführung in das Studium der westfinnischen Sprachen mit besonderer Berücksichtigung des Karelischen és Versuch einer karelischen Lautlehre).  Ez a két kis mű nevezetes mozzanat a finnugor nyelvtudomány történetében, mert ezek voltak az elsők, amelyekben pontosabban vizsgálták meg élettani és akusztikai szempontból egy finnugor nyelv hangjait. Még ezek megjelenése előtt (1876) körülbelül félévet töltött a kolai lappok között és nyelvjárásaikból sok anyagot gyűjtött. Ebből szövegeket közölt a Nyelvtudományi Közleményekben (XV, 1879) magyar fordítás kíséretében, később pedig kiadott egy terjedelmesebb szótárt (Wörterbuch der Kola-lappischen Dialekte, 1891) finn és német értelmezéssel.
A doktori fok elnyerése után a finn nyelv és irodalom docensévé képesítették, de ebben a minőségben nem működött, mert még ugyanabban az évben kinevezték a hämeenlinnai gyakorló líceumba a finn és a svéd nyelv lektorának. Ottani tevékenységét is csak később kezdte meg; kinevezése után ugyanis több mint egy évig hazánk végzett magyar nyelvi és finnugor nyelvészeti tanulmányokat. Tizenkét évet töltött a középiskolai tanári pályán. Tanította a finn és a svéd nyelvet, időközönként a latint és az oroszt is. Kiadott (finn és svéd nyelven) egy középiskolai finn hang- és alaktant, amely a Finnországban addig megjelentek közt a legjobb volt. Kitűnő tanár volt, aki a nyelvtanórákat élvezetessé tudta tenni. Tanítványai között volt a későbbi nyelvészek közül Setälä és Mikkola is.
Középiskolai tanársága idejében is vissza-visszatért a rokon nyelvek tanulmányozásához. Két ízben indult gyűjtőútra keletre a cseremiszek, a permiek, a votjákok és az erza-mordvinok közé és alkalmat talált vogul és osztják, sőt kazanyi-tatár nyelvi anyag gyűjtésére is. Írt egy rövid kazanyi-tatár nyelvtant (a líceum értesítőjébe) és közzétett keleti cseremisz szövegeket német fordítással (Ost-tscheremissische Sprachstudien: SUS. Áik. VII, 1889), továbbá kiadott egy keleti-permi nyelvtani vázlatot szövegek és szójegyzék kíséretében (Ost-permische Sprachstudien: SUS. Aik. XV, 1897).
1891-ben a finn nyelv partikuláiról (Suomen partikkelimuodot 1890) írt tanulmánya alapján elnyerte a finn nyelv és irodalom egyetemi katedráját, amely egykori tanárának, August Ahlqvistnak elhunytával megüresedett volt. Két évvel később átment az időközben alapított finnugor nyelvészeti tanszékre. Tízévi működés után az egyetemi katedrát a szenátori székkel cserélte föl, a vallás- és közoktatásügyi osztály vezetője lett. Néhány év múltán egészségének megromlása miatt nyugalomba vonult és 1915-ben elhunyt.
Rendes tagja, majd elnöke volt a Finn Irodalmi Társaságnak és a Finnországi Tudományos Társaságnak, a Magyar Tudományos Akadémia tiszteleti tagja.
A finnugor nyelvtudomány terén fő érdeme sok új nyelvi anyag gyűjtése és a gyűjtött anyagnak nyelvtani és szótári alakba való rendszerezése volt. A fonetikában való jártassága és nyelvtani iskolázottsága gyűjtő- és leíró munkásságának eredményeit különösen megbízhatókká és értékessé teszik.
Nemcsak tudós nyelvész, hanem nyelvművész is volt. Írt eredeti költeményeket, melyek közül az öccse által megzenésített „Herää, Suomi!” (Ébredj, Finnország!) országszerte ismert nemzeti dallá lett; vannak műfordításai, köztük Arany János néhány verse (Ágnes asszony, Bor vitéz), a Toldi négy éneke és Jókai néhány novellája is.

## Fontosabb munkáiból
- Kertomus Suojärven pitäjäästä
- Lautphyisologische Einführung in das Studium der westfinnischen Sprachen (1877)
- Versuch einer karelischen Lautlehre (1877)
- Orosz-lapp nyelvmutatványok : Máté evangélioma és eredeti textusok (1879)
- Suomen kieli-oppi [finn nyelvtan] (1881)
- Tutkimus Venäjän Karjalan kielestä (1881)
- Tutkimus Aunuksen kielestä (1884)
- Oloneci nyelvtanulmányok (1884)
- Ost-tscheremissische Sprachstudien, 1. (1889)
- Ost-permische Sprachstudien (1897)
- Suomen partikkelimuodot [a finn partikulák alakjai] (1890)
- Wörterbuch der Kola-lappischen Dialekte (1891, finn és német szöveggel)
- Cseremisz szótár Szilasi Móriccal, (1901).

Egy értekezését magyarul adta elő az MTA-ban (1879): Orosz-lapp utazásomból (megjelent az MTA Értekezések között, VIII. kötet 3. szám).